# Episodi di Hunted
La prima stagione della serie televisiva Hunted è stata trasmessa in prima visione nel Regno Unito da BBC One dal 4 ottobre al 22 novembre 2012.
In Italia, la stagione va in onda sul canale satellitare Sky Uno dal 15 gennaio 2013.
| nº | Titolo originale | Prima TV UK      | Prima TV Italia |
| -- | ---------------- | ---------------- | --------------- |
| 1  | Mort             | 4 ottobre 2012   | 15 gennaio 2013 |
| 2  | LB               | 11 ottobre 2012  | 15 gennaio 2013 |
| 3  | Hourglass        | 18 ottobre 2012  | 22 gennaio 2013 |
| 4  | Kismet           | 25 ottobre 2012  | 22 gennaio 2013 |
| 5  | Ambassadors      | 1º novembre 2012 | 29 gennaio 2013 |
| 6  | Polyhedrus       | 8 novembre 2012  | 29 gennaio 2013 |
| 7  | Khyber           | 15 novembre 2012 | 5 febbraio 2013 |
| 8  | Snow Maiden      | 22 novembre 2012 | 5 febbraio 2013 |

## Mort
- Titolo originale: Mort
- Diretto da: S.J. Clarkson
- Scritto da: Frank Spotnitz

### Trama
Sam Hunter è un'agente operativo dell'agenzia privata Bizantium. Dopo aver completato con successo una missione a Tangeri, si incontra con il suo ragazzo Aidan Marsh, anche lui agente e gli dà appuntamento in un locale della città per dargli la notizia della sua gravidanza. Mentre aspetta in questo locale viene attaccata da uomini sconosciuti e gravemente ferita.
Riuscita a salvarsi si ritira in Scozia per rimettersi e, dopo più di un anno, torna all'agenzia determinata a scoprire chi l'ha tradita quel giorno a Tangeri.
Il suo capo è inizialmente riluttante a reinserirla al suo posto nel team ma dopo essersi convinto, le affida subito la missione di infiltrarsi in casa di Jack Turner, un miliardario criminale.
Il team mette in atto un finto rapimento del nipote di Jack Turner, Eddie e Sam recita la parte della salvatrice del bambino, ingraziandosi così Stephen Turner, figlio di Jack e padre vedovo del bambino.
Stephen, per ringraziare Sam per aver salvato la vita di suo figlio la invita a vivere a casa sua, per prendersi cura di Eddie che, ancora traumatizzato dalla morte della madre, dimostra di apprezzare la presenza di Sam.
Nel frattempo un uomo misterioso uccide e prende il posto del Dottor Goebel, uno scienziato olandese in affari con Jack Turner. Bizantium sa dell'imminenete arrivo di Goebel a Londra e Hasan, uno dei membri del team, viene inviato all'aeroporto per cercare il dottore.
Mentre è in auto però viene attaccato rapito da un gruppo di uomini. Il falso dottor Goebel arriva quindi a casa Turner.

## LB
- Titolo originale: LB
- Diretto da: S.J. Clarkson
- Scritto da: Frank Spotnitz

### Trama
Il falso dottor Goebel conclude i suoi affari con Jack, gli lascia una valigetta dal contenuto sconosciuto e, prima di andare via, installa una telecamera nella stanza di Sam.
Il team di Bizantium scopre che Hasan è stato rapito proprio da Jack, che lo considera il responsabile del tentato rapimento di suo nipote.
L'uomo viene portato nel seminterrato dell'edificio e qui viene interrogato e torturato da Jack e i suoi uomini decisi a scoprire per chi lavori e le motivazioni del rapimento di Eddie.
Il rapimento di Hasan alimenta i dubbi di Sam riguardo alla presenza di una talpa all'interno del team, dubbi peraltro condivisi anche da Rupert Keel, capo dell'agenzia.
A Sam viene dato l'ordine di uccidere Hasan prima che possa rivelare qualcosa a proposito della loro missione o dell'agenzia.
Dopo aver rubato la chiave magnetica di accesso all'ascensore Sam trova Hasan nel seminterrato ma viene persuasa da quest'ultimo a lasciarlo in vita, con la promessa di dargli delle informazioni riguardo a chi ha tentato di ucciderla. Hasan rivela di essere stato contattato da un uomo brizzolato con una cicatrice sul volto, ma il colloquio tra i due viene interrotto dal ritorno di Bingham.
Emma Freeman, una ex compagna di Sam nell'esercito viene uccisa proprio da un uomo che combacia con la descrizione data da Hassan.
Sam, appena saputo dell'accaduto, si reca all'appartamento dell'amica e qui incontra l'uomo brizzolato. Riesce a sorprenderlo e cerca di avere da lui informazioni ma dopo uno scontro quest'ultimo riesce a fuggire.
Aidan, sotto pressione di Keel, incontra Sam e le ricorda che è suo dovere uccidere Hasan.
La valigetta misteriosa nel frattempo viene consegnata da Jack a un suo amico, anche lui criminale con precedenti, Dave Ryder. Fowkes e Zoe sono incaricati di intercettare Dave e scoprire il contenuto della valigetta.
Sam torna da Hasan, dicendogli di avere incontrato il suo uomo e di volerne sapere di più e lui le rivela che gli sono state offerte 100000 sterline per ucciderla e la avverte di guardarsi le spalle, perché la stessa proposta potrebbe essere stata fatta anche ad altri componenti del team. Sam libera Hasan, ma lui appena libero la attacca, costringendola di fatto ad ucciderlo.

## Hourglass
- Titolo originale: Hourglass
- Diretto da: James Strong
- Scritto da: Simon Allen